# Schleswig (landskap)

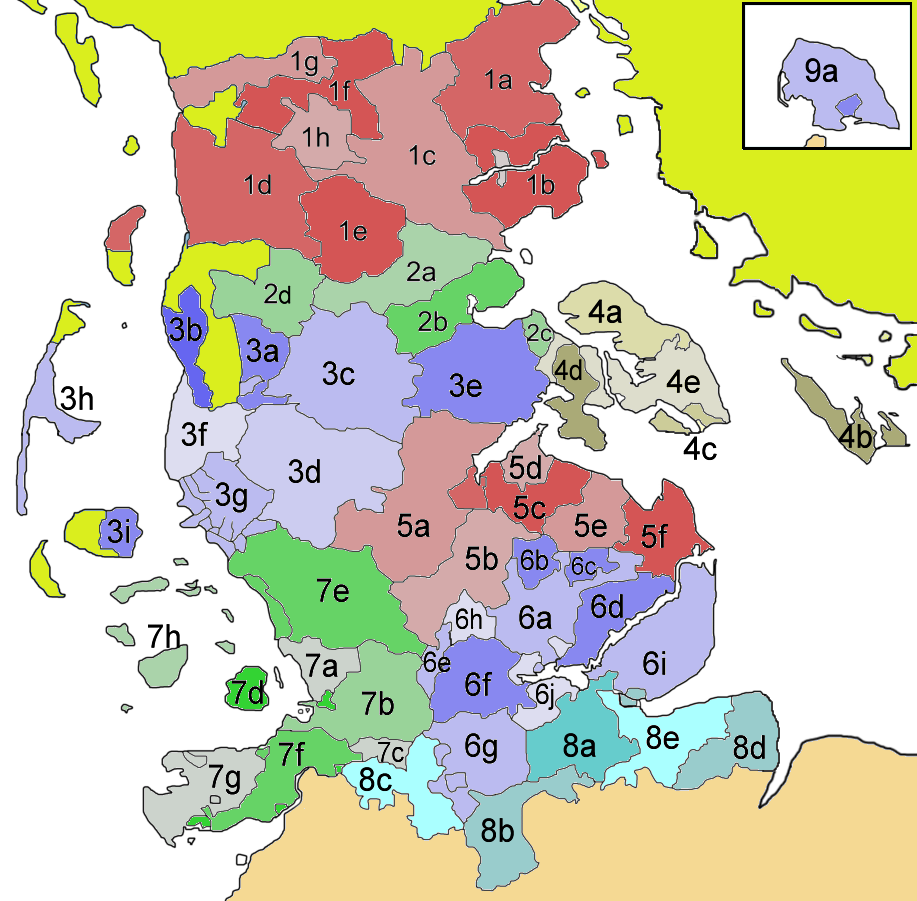
Hertigdömet Schleswig till 1864 (omfattade även öarna Fehmarn och Ærø, 9a resp. 4b på kartan).

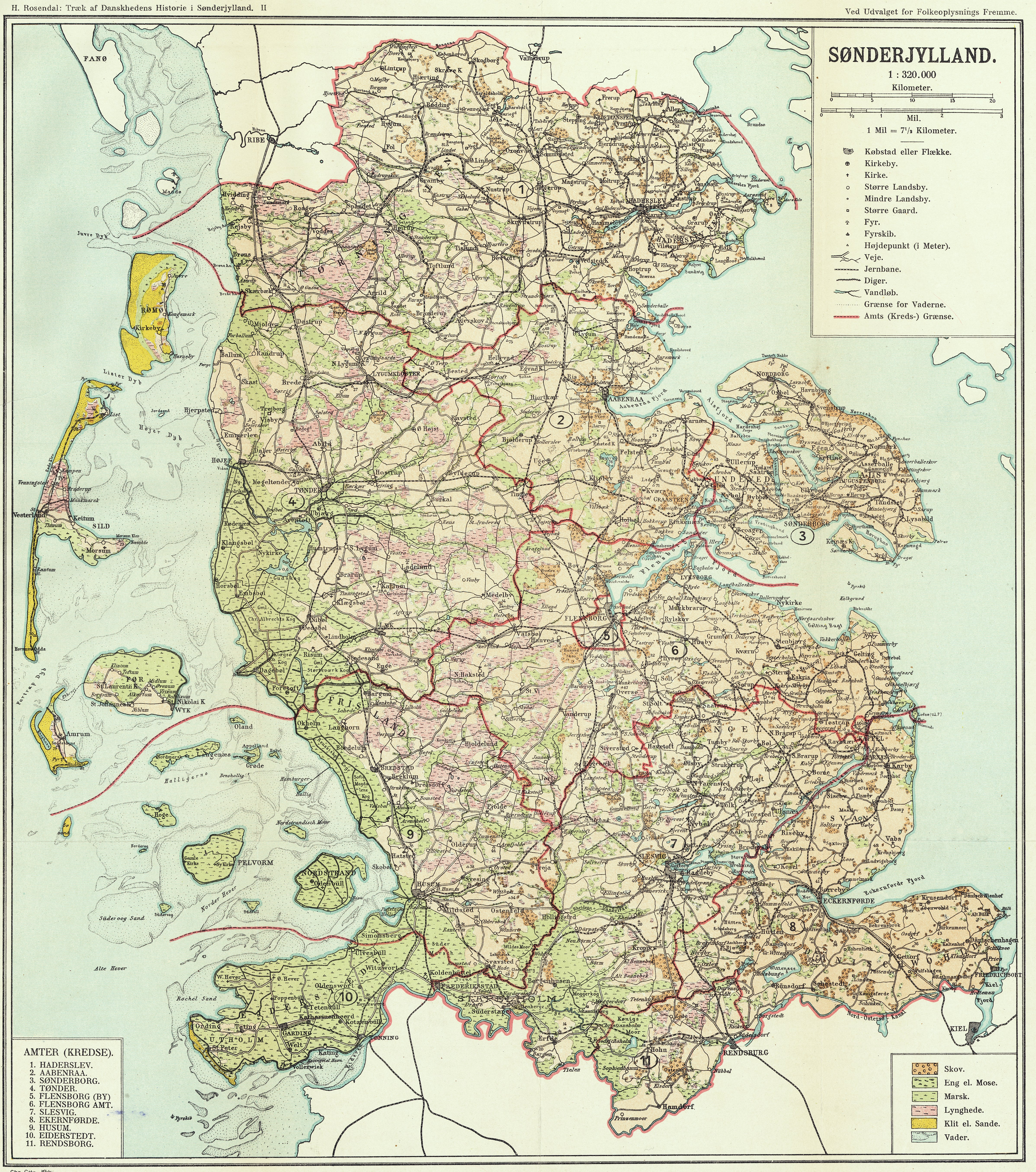
Dansk karta över Sønderjylland, 1918

Schleswig (tyska), Slesvig eller Sønderjylland (danska) är ett historiskt landskap och tidigare danskt hertigdöme, som i dag utgör nordliga delen av Schleswig-Holstein i Tyskland och sydvästra delen av Region Syddanmark i Danmark. 
Schleswigs södra gräns är floden Eider, medan norra gränsen är Kongeåen. Dess största stad är Flensburg och det historiska centret var Schleswigs stad (tidigare Hedeby).
På ömse sidor om den nuvarande gränsen finns danska och tyska minoriteter; på västkusten i den tyska delen dessutom nordfriser.

## Namn
I dag kallas den tyska delen officiellt Landesteil Schleswig. Talar man i Danmark om Sønderjylland menar man oftast bara den danska delen, medan Slesvig kan vara ett informellt namn för den tyska delen. De båda minoriteterna fasthåller dock Schleswig/Slesvig som hela landskapets korrekta namn och talar om Nord- och Sydschleswig.
Den äldsta beteckningen på landskapet var Sønderjylland (dansk-latin Sunderjucia, lågtyska Suderjutland). I Knytlingasagan förekommer även Jylland "fyrir sunnan á", söder om ån. När landskapet blev ett hertigdöme under medeltiden antogs enligt tyskt mönster residensstaden Slesvigs namn som landskapsnamn.
Under senare sekler regerades Schleswig tillsammans med Holstein av ett särskilt tyskt kansli under den danske kungen i Köpenhamn. I danskt folkligt språkbruk glömdes namnet Slesvig delvis bort, då hertigdömena ofta tillsammans kallades Holsten (danska för Holstein). Under 1800-talets nationella konflikter kom namnet Sønderjylland att återupplivas i Danmark, medan den tyska sidan föredrog Schleswig.
Motsatsen til Sønderjylland är Nørrejylland, Jylland norr om Kongeåen. Namnet Nørrejylland används dock sällan i dag, eftersom det lätt förväxlas med Nordjylland, och har numera har historisk betydelse.

## Historia
Från 800-talet och till år 1864 var Schleswig ett danskt jarl- eller hertigdöme; sedan 1460 med den danske kungen som hertig eller medhertig. Hertigdömet Slesvig var formellt fram till 1864 ett danskt län. Under kriget 1864 erövrades Schleswig tillsammans med Holstein av Preussen och Österrike. 1867 förenades Schleswig med Holstein som den preussiska provinsen Schleswig-Holstein. Den nordliga delen av Schleswig återfördes efter folkomröstning 1920 till Danmark, officiellt som de sønderjyske Landsdele.

## Euroregion Sønderjylland/Schleswig
1997 upprättades ett internationellt samarbete i EU-regi mellan Sønderjyllands amt, Kreis Nordfriesland, Flensburgs stad och Kreis Schleswig-Flensburg. Efter danska protester fick man ändra det ursprungliga namnet Euroregion Schleswig/Slesvig till Euroregion Sønderjylland/Schleswig.